# 威恩 (阿肯色州)
威恩（英語：Wynne）是一個位於美國阿肯色州克羅斯縣的城市。根據2020年美國人口普查，該地人口為8314人，而該地的面積約為23.29平方千米。同時該地也是克羅斯縣的縣治。

## 地理
威恩的座標為35°13′39″N 90°47′22″W / 35.22750°N 90.78944°W，而該地的平均海拔高度為80米（即262英尺）。